# Tema d'amore
Tema d'amore è un album-raccolta di Nino D'Angelo, pubblicato nel 1986. 

## Il disco
È l'ultimo lavoro discografico sotto l'etichetta "Vis Radio". Nino D'Angelo cambia casa discografica (Ricordi n.d.r.). È un album che presenta dei pezzi inediti di anni precedenti mai incisi oppure incisi solo su 45 giri. Nella versione CD furono aggiunti altri 6 brani dall'album Cantautore. Ne esce fuori un lavoro non all'altezza dei precedenti, forse uno dei dischi meno curati. Gli arrangiamenti sono del Maestro Franco Chiaravalle.

## Tracce
1. Tema d'Amore Nino 2'40"   (N.D'Angelo/F.Chiaravalle) (con Laura Levi)
2. Comme si bella 3'18"  (N.D'Angelo/F.De Paolis)
3. 'O lido d'e 'nnammuratielle 2'39"  (N.D'Angelo/F.Chiaravalle)
4. L'amore in paradiso 3'42"  (F.De Paolis/F.Chiaravalle)
5. Annamaria 4'08"  (N.D'Angelo/F.De Paolis)
6. Te perdo a poco a poco 3'28"  (F.De Paolis/F.Chiaravalle)
7. Tutt' 'e notte 3'16"  (N.D'Angelo) (con Laura Levi)
8. Napoli stella mia 3'29"  (F.De Paolis/F.Chiaravalle)
9. Va te cocca 3'48"  (N.D'Angelo/F.Chiaravalle)
10. Stasera me voglio scurdà 2'45"  (N.D'Angelo/F.De Paolis)